# Barajas (sitio arqueológico)
Barajas es un sitio arqueológico ubicado en el Municipio de Pénjamo, el cual incluye un conjunto muy amplio de aproximadamente 15 sitios arqueológicos en buen estado de conservación, desarrollado sobre un pequeño macizo volcánico en el Bajío, en la vasta planicie aluvial del Río Lerma, en el estado mexicano de Guanajuato.

## Antecedentes
La zona, al norte del río Lerma, se presume que era una zona ocupada originalmente por grupos de cazadores-recolectores nómadas, la construcción de Barajas probablemente fue hecha por ocupantes tardíos. Las características indican que estas construcciones fueron establecimientos sedentarios. Los estilos de vida y sus características sociales siguen el modelo mesoamericano. Se estima que el sitio fue abandonado alrededor del año 1000 d. C.
Durante el primer milenio de nuestra era, Mesoamérica tuvo su mayor auge. Grupos sedentarios habitaron las áridas llanuras del norte de México. Alrededor del año 1000 d. C., por razones desconocidas estos grupos sedentarios abandonaron la región, por lo que volvieron a ser territorio de las culturas nómadas del desierto. Esto impactó al entorno mesoamericano, se sabe (tradición oral y pictográficas del Posclásico) que durante 500 años antes de la invasión española hubo frecuentes migraciones procedentes del norte. Así como de las raíces norteñas reivindicadas por toltecas, aztecas y tarascos. Barajas pudo ser un punto intermedio de estas migraciones.
La zona septentrional de México ha sido motivo de estudios pioneros por parte de Pedro Armillas (1964, 1969), Braniff (1989, 1994). Más recientemente ha sido foco de investigaciones arqueológicas francesas en México, con periodos de investigación en los años 1998, 1999 y 2000.

### Ocupación
Recientes investigaciones muestran la zona fue ocupada durante el periodo Epiclásico (650-950 d. C.). Época durante la cual los habitantes eran grupos sedentarios (agricultores) y eran una población importante del Bajío. Se estima que las poblaciones sedentarias iniciaron la ocupación de la zona a parir del Clásico Medio (450-650 d. C.) y los sitios fueron abandonados a finales del siglo X, de manera generalizada, fenómeno consistente con la caída de la frontera septentrional de Mesoamérica. Algunos vestigios indican que los sitios fueron visitados esporádicamente por cazadores del Posclásico Tardío, por artefactos purépecha.

### Asentamiento y organización social
Durante el apogeo de la zona, se construyeron centenares de estructuras de varios tipos y tamaños, usaron lajas de andesita para la construcción. Ampliamente disponible en la zona, se usó para la construcción de sus estructuras religiosas y habitacionales.
La similitud de las estructuras registradas fue hecha sobre lomas contiguas. Esta característica arquitectónica indica que los sitios de la zona fueron parte de un mismo conjunto.
Las áreas habitacionales dan indicación de la vida en el Epiclásico. La mayoría de los habitantes vivían en casas de planta rectangular, con espacios interiores frecuentemente divididos en varios cuartos. Los muros de laja, construidos sobre una terraza, con techos construido con materiales perecederos. Entre las casas había espacios libres, a menudo con cambios por terrazas, que probablemente eran usadas para agricultura. Las habitaciones de la clase gobernante eran más grandes y complejas, parte de conjuntos habitacionales.

## El sitio
La zona incluye aproximadamente 15 diferentes sitios periféricos, entre los que se encuentran los siguientes.

### Nogales
Nogales presumiblemente fue el principal centro cívico-ceremonial, ya que incluye las estructuras más complejas y monumentales. Fueron excavadas las estructuras A1, A2 y A3. Se detectaron cinco niveles de ocupación sucesivas, por la abundante cerámico, fechada por radiocarbono permitieron establecer una secuencia cronológica
Este sitio fue descubierto a comienzos de la década de 1980. Sus constructores edificaron una fortaleza al norte del reino protohistórico tarasco (Zepeda 1988; Sánchez Correa 1993). Las características arquitectónicas de Nogales hacen suponer una ocupación durante el periodo epiclásico y principios del posclásico (700-1000 dc), se supone que Nogales pudo estar emparentado con el sitio de San Antonio de Carupo (Michoacán) en el que presenta al menos uno de los edificios tiene un parecido impresionante con edificios de la cultura Chalchihuites (Faugère - Kalfon 1991, 1996). Este último hallazgo de hecho planteó el problema de la identidad de los ocupantes del macizo del Barajas y, más en general, de los fenómenos que ahí se encuentran.
Grupo A de Nogales Estructuras A1 y A2.  Estructuras residenciales
Grupo B de Nogales, edificios no domésticos: se descubrió un pequeño altar (B4) situado en el centro de un lugar de ceremonial adornado con tres imponentes estructuras piramidales
Grupo G de Nogales, G9. Se estudió las prácticas funerarias y las características biológicas de las poblaciones del macizo. La investigación de la estructura de la G9 ofreció interesantes información. Es una pequeña terraza artificial que soporta los dañados vestigios de una construcción en azulejos y baldosas. El relleno de la terraza conserva entierros asociado con la fase Barajas: en 4 m² explorados, se descubrieron restos más o menos completos de cinco depósitos primarios. El entierro mejor conservado tiene los restos de una mujer adulta sepultada en un hoyo en posición de cúbito dorsal con las extremidades inferiores en posición extendida. Esta mujer fue enterrada con los huesos de otro adulto (secundario probablemente), así como un rico mobiliario consistente en diez recipientes de cerámica, un adorno hecho de pequeñas perlas de concha encontradas al nivel de la cintura y de un tapón cortado en forma de ficha.

### YácataEl Ángel
La Estructura H2 tiene amplios edificios. Estos tenían divisiones y varios cuartos. Fueron construidos alrededor de patios interiores.  Normalmente estaban asociados a una estructura cuyo atrio central probablemente fue usado como espacio de reunión y para funerales. Ocasionalmente tenían un patio cerrado.
Grupo C de Yácata El Ángel: patio y artículos asociados.

### El Moro
Grupo D El Moro. Una concentración de pequeñas fosas construido a partir de losas liberadas de manera extensa.

### Casas Tapadas
Grupo A de Casas Tapadas A. Se han excavado dos pequeñas partes edificios probablemente residenciales, se localizó un subterráneo.

### Los Toriles
Algunas de las intervenciones se centraron en el sitio defensivo de Los Toriles, la puerta en la pared fue remodelada parcialmente.

## Fases de Ocupación
Fase Nogales. 450-500 al 750 dc.
Fase Barajas. 750 a 950 dc.
Post-clásico temprano. A partir de 950 hasta 1100 d. C.
Post-clásico reciente. 1400-1521 d. C.
Las primeras investigaciones llevadas a cabo en el sitio y sus alrededores han permitido obtener un panorama general sobre la ocupación de esta zona del Valle de Lerma. En primer lugar, los resultados confirman las hipótesis acerca de la ocupación principal del macizo Barajas de entre 750 y 950 de nuestra era, es decir, en la posición cronológica de Epiclásico.
También muestran que la ocupación fase Barajas fue precedida y seguida por ocupaciones bien identificables aunque modestas. En este contexto, la importancia y la relativa brevedad de ocupación Barajas plantean muchas preguntas. La expansión demográfica que representa no parecen poder explicarse por el aumento natural en grupos previamente presentes; es tentador considerar que un fenómeno migratorio resulta en la colonización del macizo previamente despoblada. Esta migración también podría resultar de personas que viven en los alrededores, en la forma de consolidación o reubicación del hábitat. Puede corresponder también a los movimientos más amplios (como podría suponerse por la aparición de tipos de cerámica, de la región de los altos de Jalisco). Estas dos hipótesis no son incompatibles.